# Model F

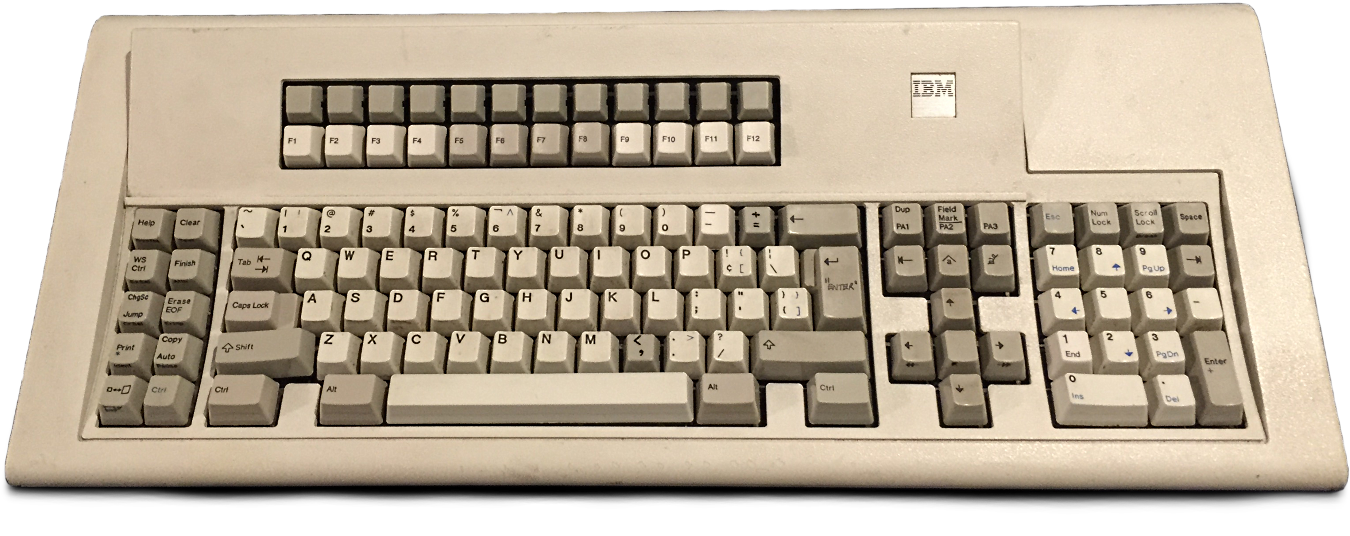
Een Model F.

Model F is de benaming voor een groep computertoetsenborden gemaakt door IBM (later door Lexmark) vanaf 1981 tot 1994. Het ontwerp van de toets bestond uit een buckling spring (knikveer) boven een drukgevoelige printplaat. Hierdoor lijkt het toetsenbord veel op de Model M, die gebruik maakt van een membraan in plaats van een printplaat.

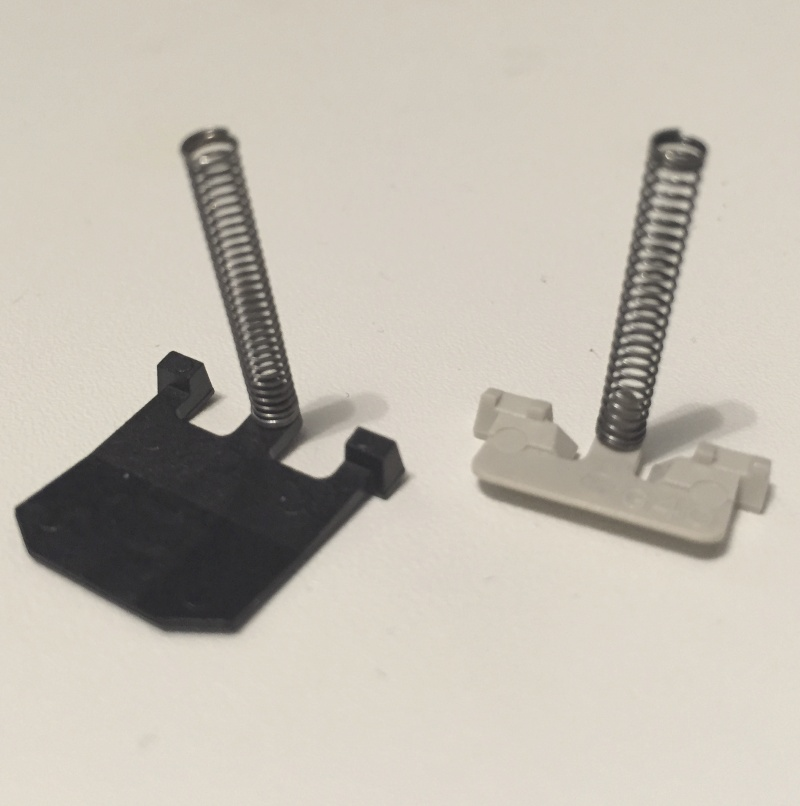
Een vergelijking tussen een veer gebruikt in de Model F (links) en de Model M (rechts). De Model M maakt gebruik van een veer met minder windingen.

De Model F werd voor het eerst meegeleverd met de IBM System/23 Datamaster computer. Een toets van de Model F heeft een schakelkracht van 60 gram en is makkelijker in te drukken dan een toets gebruikt in een Model M toetsenbord. Een toets gebruikt in de Model F kan zo'n 100 miljoen keer worden ingedrukt totdat deze stuk gaat.

## Variaties
De Model F werd uitgebracht in verschillende variaties.
| Naam                              | PN                           | Beschrijving                                                                      | Afbeelding            |
| --------------------------------- | ---------------------------- | --------------------------------------------------------------------------------- | --------------------- |
| Model F XT                        | 1801449                      | Uitgebracht in 1981 samen met de IBM PC 5150. Maakt gebruik van een XT connector. | 83-key PC/XT keyboard |
| Model F AT                        | 6450200 (Amerikaanse versie) | Uitgebracht in 1983 samen met de IBM PC 5170. Maakt gebruik van een AT connector. | 84-key PC/AT keyboard |
| Model F 122-key terminal keyboard | 611034x                      | Toetsenbord gebruikt in de IBM PC 3270 computerterminal.                          | 122-key keyboard      |
| Model F 104-key terminal keyboard | 1387033                      | Toetsenbord gebruikt in de IBM PC 5085 en de IBM 3290 computerterminal.           |                       |
| Model F 4704 62-key               | 6019284                      | Toetsenbord met 62 toetsen uitgebracht voor de IBM 4704.                          |                       |
| Model F 4704 107-key              | 6020218                      | Toetsenbord met 107 toetsen uitgebracht voor de IBM 4704.                         |                       |
| Model F 4704 50-key               | 6019273                      | Keypad met 50 toetsen uitgebracht voor de IBM 4704.                               |                       |
| Model F Displaywriter             | 2684674                      | Toetsenbord uitgebracht voor de IBM Displaywriter System.                         |                       |